# Wilhelm Stein (Ingenieur)

Wilhelm Stein um 1911

Wilhelm Friedrich Viktor Stein (* 5. September 1870 in Oldenburg (Oldenburg); † 14. Dezember 1964) war ein deutscher Ingenieur und Nahverkehrsmanager.

## Leben
Wilhelm Stein, Sohn des Geheimen Schulrats Heinrich Stein, besuchte das Gymnasium in Oldenburg. Nach dem Abitur studierte er Maschinenbau und Elektrotechnik an der Technischen Hochschule Hannover und der Technischen Hochschule Berlin. 1888 wurde er Mitglied des Corps Hannovera Hannover. In Berlin schloss er sich dem Corps Berolina an. 1892 schloss er das Studium mit dem Regierungsbauführer-Examen ab. Anschließend diente er als Einjährig-Freiwilliger beim Oldenburgischen Infanterieregiment Nr. 91. Seine praktische Ausbildung als Regierungsbauführer erhielt er im Eisenbahndienst unter anderem in Elberfeld, Siegen, Düsseldorf und Witten. 
Nachdem er 1897 zum Regierungsbaumeister ernannt worden war, wechselte er in die Industrie und nahm eine Stellung als Ingenieur bei der Siemens & Halske AG an. Im folgenden Jahr wurde er in ein Konsortium der Siemens & Halske AG und der AEG zu Projektierungsarbeiten und Verhandlungen zum Bau einer Hamburger Hoch- und Untergrundbahn entsandt. Von 1906 bis 1914 leitete er den Bau dieser Bahn. 1910 wurde er Vorstand der zum Betrieb der Bahn gegründeten Hamburger Hochbahn AG. Am Ersten Weltkrieg nahm er über dessen gesamte Dauer als Hauptmann der Landwehr teil. Etwa 1930 wurde er Vorstandsvorsitzender der Hamburger Hochbahn, zu der seit 1918 auch die Straßenbahnen und die Alsterschifffahrt gehörten.
Stein wurde 1929 Präsident des Verbands deutscher Verkehrsverwaltungen, Vizepräsident des internationalen Vereins der Straßenbahnen, Kleinbahnen und Kraftfahr-Unternehmungen in Brüssel und des Reichseisenbahnrats. In Fachzeitschriften publizierte er zum Städtischen Verkehrswesen und zum Schiedsgerichtswesen.
1933 wurde er von den Nationalsozialisten vorzeitig in den Ruhestand versetzt. Nach dem Zweiten Weltkrieg war er noch einmal für die Dauer von zwei Jahren Vorstandsvorsitzender und gab entscheidende Impulse für den Wiederaufbau des Streckennetzes. Anschließend wechselte er in den Aufsichtsrat, dem er bis 1953 angehörte. Der „Vater der Hochbahn“ galt als international anerkannter Fachmann im Bereich des Personennahverkehrswesen. Er war verheiratet mit Elise Fortmann, mit der er vier Töchter hatte.

## Schriften
- 60 Jahre Arbeit für den öffentlichen Verkehr Verband Öffentlicher Verkehrsbetriebe (VÖV), Essen 1955

## Auszeichnungen
- Dr.-Ing. E. h. der Technischen Hochschule Hannover
- Eisernes Kreuz II. und I. Klasse
- Friedrich-August-Kreuz 2. und 1. Klasse
- Hanseatenkreuz
- Lippisches Verdienstkreuz